# Miconia carpishana
Miconia carpishana är en tvåhjärtbladig växtart som beskrevs av John Julius Wurdack. Miconia carpishana ingår i släktet Miconia och familjen Melastomataceae. Inga underarter finns listade i Catalogue of Life.